# Spearfish
Spearfish is een plaats (city) in de Amerikaanse staat South Dakota, en valt bestuurlijk gezien onder Lawrence County. De plaats is bekend omdat in 1943 hier de grootste temperatuurschommeling op aarde in korte tijd plaatsvond.

## Demografie
Bij de volkstelling in 2000 werd het aantal inwoners vastgesteld op 8606.
In 2006 is het aantal inwoners door het United States Census Bureau geschat op 9647, een stijging van 1041 (12,1%).

## Geografie
Volgens het United States Census Bureau beslaat de plaats een oppervlakte van
15,8 km², geheel bestaande uit land. Spearfish ligt op ongeveer 1694 m boven zeeniveau.

## Plaatsen in de nabije omgeving
De onderstaande figuur toont nabijgelegen plaatsen in een straal van 20 km rond Spearfish.